# Lienzo de Tlapa
El lienzo de Tlapa es un documento histórico del siglo XVI hecho en la región del actual estado de Guerrero, México. En él se registran varias parejas de gobernantes relacionados con los señoríos de Tlapa-Tlachinollan y de Yoallan.

## Contenido
Realizado en una tela de 285 x 76 cm, el Lienzo de Tlapa contiene tres listas de gobernantes dibujadas en blanco y negro a manera de genealogía. Las listas presentan una serie de parejas de procedencia étnica diversa, que se fueron relacionando entre sí por medio de alianzas matrimoniales. Actualmente se propone que los personajes que se encuentran representados en la parte superior del documento serían gobernantes del siglo XVI, lo cual se hace evidente por la vestimenta española con la que están representados, mientras que en la parte inferior se encontrarían los gobernantes más antiguos.
Las parejas dibujadas son acompañadas por glifos y glosas en castellano o náhuatl, lo cual ha permitido reconstruir una parte de la historia del señorío de Tlapa-Tlachinollan.

## Historia
La existencia del Lienzo de Tlapa fue conocida en el año de 1940, cuando el licenciado Rodríguez Reyes dio aviso de que en la Costa Chica de Guerrero, en el ejido de Ayozú, se encontraban algunos manuscritos antiguos. No fue hasta 1942 que el Lienzo fue trasladado al Museo Nacional de Antropología, junto a los códices Azoyú 1 y Azoyú 2.
La primera descripción del Lienzo se la debemos a Salvador Toscano en el año de 1943. A este trabajo siguió lo realizado por John B. Glass en el año de 1964 y John B. Glass en colaboración con Martha Barton Robertson en 1975, donde se da una pequeña descripción del documento, así como una fotografía en blanco y negro de la parte superior. Estudios más recientes sobre el documento incluyen los realizados por Constanza Vega Sosa en 1986 así como Blanca M. Jiménez y Samuel L. Villela F. en 1998.

## Ubicación
El Lienzo de Tlapa se encuentra actualmente resguardado en la Biblioteca Nacional de Antropología e Historia, Dr. Eusebio Dávalos Hurtado bajo el código 35-110.